# Institute of Nuclear Power Operations
L'Institute of Nuclear Power Operations (INPO : « Institut sur l'exploitation de l'énergie nucléaire ») est une organisation mise en place par l'industrie nucléaire des États-Unis pour répondre aux recommandations de la Commission Kemeny à la suite de l'événement survenu sur la tranche 2 de la centrale nucléaire de Three Mile Island.

## Mission
L'INPO établit des critères de performance, des règles et de guides à l'usage des installations nucléaires. Elle a pour mission de promouvoir une exploitation visant à l'excellence et de faire progresser le partage de retour d'expérience entre les installations nucléaires. 
L'INPO réalise des évaluations des installations nucléaires en identifiant les forces et les faiblesses et pour les partager avec les autres installations afin de dégager les bonnes pratiques et de trouver des réponses pour les faiblesses communes. L'INPO donne des notes de 1 à 5 à chaque site qui a fait l'objet d'une évaluation, le niveau 1 étant le plus élevé et le niveau 5 le plus faible mettant en évidence des problèmes importants.
Parfois critiquée pour son manque de transparence (notamment à la suite de l'incident de la centrale de Davis-Besse) l'INPO a été cependant créditée ces derniers temps de l'amélioration du niveau de sûreté des installations nucléaires par les experts de l'industrie nucléaire des États-Unis.

## Divers
L'INPO est membre de l'Association mondiale des exploitants nucléaires (WANO).
Les bureaux de l'INPO sont situés au 700 Galleria Parkway, Atlanta, GA. 